# 陳鴻作
陳鴻作（?—?），贵州贵筑（贵阳）人，清朝政治人物、進士出身。
咸豐九年（1859年）己未科進士，二甲六十七名。同治十年，担任黔阳县知县。撰《黔阳县志》。